# جنت لی
جنت لی (به انگلیسی: Janet Leigh) (۶ ژوئیه ۱۹۲۷ – ۳ اکتبر ۲۰۰۴) یک بازیگر آمریکایی بود.
اغلب او را به‌خاطر بازی در فیلم روانی (۱۹۶۰)، ساخته آلفرد هیچکاک به یاد می‌آورند.

## زندگی و کارنامه
جانت یگانه فرزندِ یک زوج بود که در سال ۱۹۲۷ در مرسد در ایالت کالیفرنیا در آمریکا زاده شد. جنت بچه بسیار باهوشی بود به‌طوریکه توانست دبیرستان را در ۱۵ سالگی تمام کند. پس از آن جنت وارد دانشگاه شد و در رشته موسیقی و روانشناسی تحصیل کرد. پدر و مادر جنت در یک پیست اسکی کار می‌کردند. یک روز که بازیگر زن بازنشسته نرما شیرر(Norma Shearer) که به آنجا رفته بود عکسی از جنت را در جلوی میز پدرش دید و خواست که این عکس را به او بدهد. سرانجام این زن بازیگر مسبب تست بازیگری جانت و گرفتن نقشی در فیلم عاشقانه رزی ریج در سال ۱۹۴۷ شد.
از موفق‌ترین فیلم‌های او عبارتند از روانی (۱۹۶۰)، زنان کوچک (۱۹۴۹)، نشانی از شر (۱۹۵۷) و فرشتگان در مزرعه (۱۹۵۱).

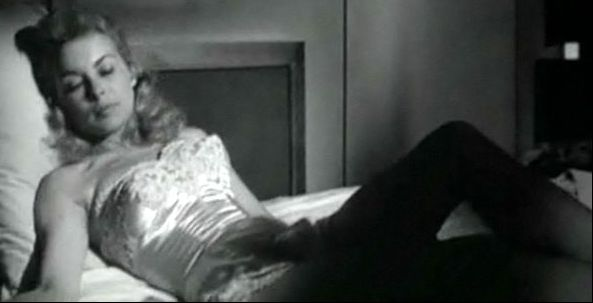

جنت در فیلم‌های مختلف کمدی، وسترن، موزیکال و درام بازی کرده‌است. از فیلم‌های به یاد ماندنی جنت حضور ۴۵ دقیقه‌ای او در فیلم هیجان انگیز روانی (۱۹۶۰) به کارگردانی آلفرد هیچکاک است که علی‌رغم حضور کوتاه در این فیلم نامزد دریافت جایزه کره طلایی شد. او سپس در فیلم‌های کاندیدای منچوری و هارپر (۱۹۶۶) نقش‌آفرینی کرد. پس از آن به مدت ۱۰ سال حضور او در فیلم‌های سینمایی کمرنگ شد و از اواسط دهه هفتاد شروع به ایفای نقش در سریال‌های تلویزیونی کرد. او در فیلم نشانی از شر (۱۹۵۸) در حالیکه بازویش شکسته بود بازی کرد.
جنت لی در مجله امپایر در سال ۱۹۹۵ در میان ۱۰۰ بازیگر سکسی تاریخ سینما رتبه ۹۹ را به دست آورد.

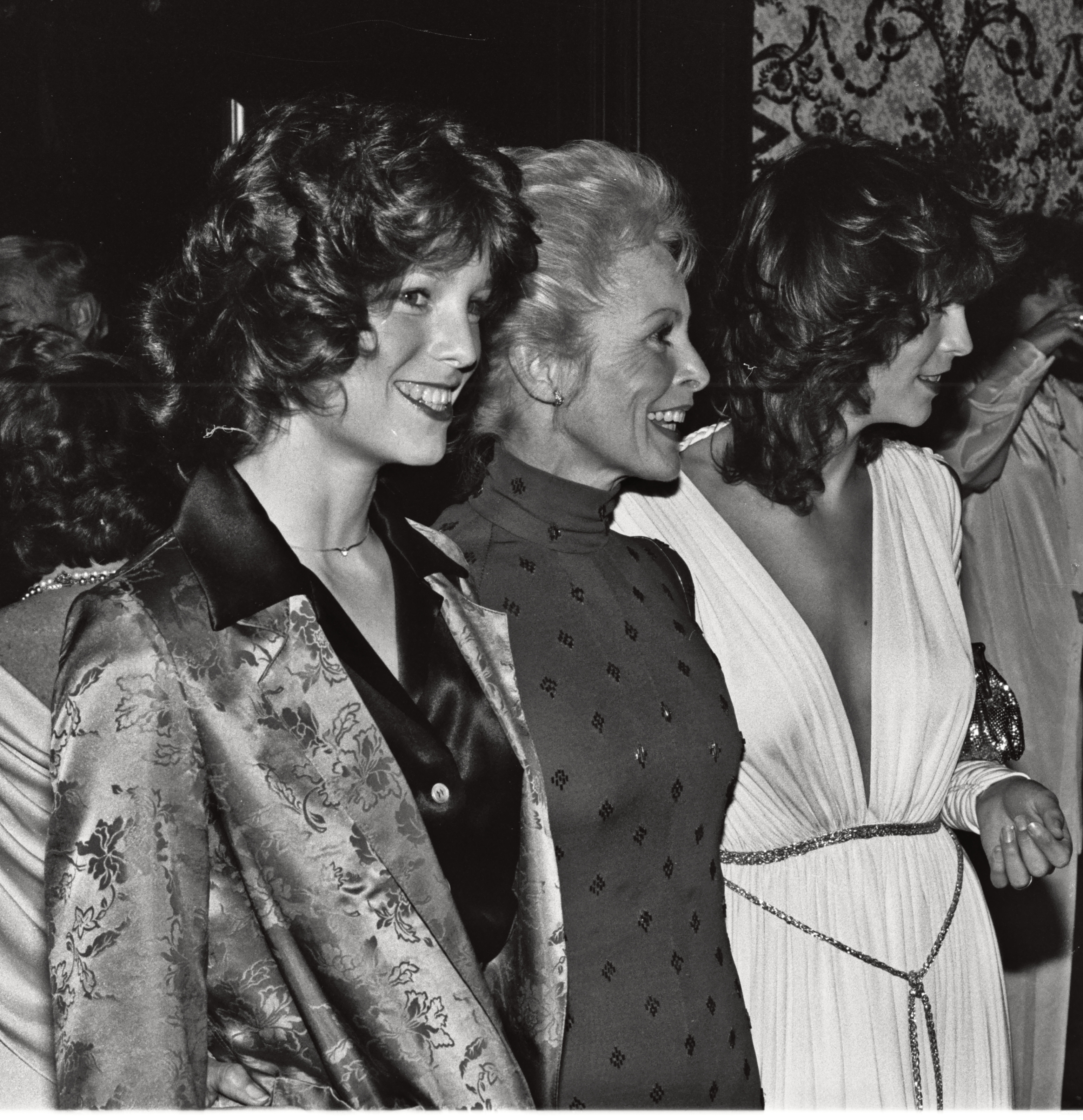
جنت لی همراه دخترانش جیمی لی کرتیس (راست) و کلی (چپ)

جنت چهار بار ازدواج کرد که از همسر سوم خود تونی کرتیس که هنرپیشه بود دو دختر به نام جیمی لی کرتیس وکلی کرتیس دارد.
او به همراه دخترش جیمی لی کرتیس در فیلم‌های  مه (۱۹۸۰) و هالووین اچ۲۰: ۲۰ سال (۱۹۹۸) مشترکاً بازی کردند.
او در سال ۲۰۰۴ از دانشگاه پسیفیک در کالیفرنیا دکترای افتخاری در رشته هنر دریافت کرد.
او سر انجام در سوم اکتبر ۲۰۰۴ بر اثر بیماری واسکولیت در سن ۷۷ سالگی درگذشت.

## گزیده فیلم‌شناسی
| سال  | نام فیلم                                                           |
| ---- | ------------------------------------------------------------------ |
| ۱۹۴۷ | عاشقانه رزی ریج (اولین نقش‌آفرینی جنت لی)                           |
| ۱۹۴۸ | تپه‌های وطن                                                         |
| ۱۹۴۹ | عمل خشونت                                                          |
| ۱۹۴۹ | زنان کوچک                                                          |
| ۱۹۴۹ | دانوب سرخ                                                          |
| ۱۹۵۱ | فرشتگان در مزرعه                                                   |
| ۱۹۵۳ | مهمیز برهنه                                                        |
| ۱۹۵۳ | هودینی                                                             |
| ۱۹۵۴ | شاهزاده والیانت                                                    |
| ۱۹۵۵ | بلوز پیت کلی                                                       |
| ۱۹۵۵ | خواهر من آیلین                                                     |
| ۱۹۵۶ | سافاری                                                             |
| ۱۹۵۷ | خلبان جت                                                           |
| ۱۹۵۸ | نشانی از شر                                                        |
| ۱۹۵۸ | وایکینگ‌ها                                                          |
| ۱۹۵۸ | مرخصی کامل                                                         |
| ۱۹۶۰ | روانی                                                              |
| ۱۹۶۲ | کاندیدای منچوری                                                    |
| ۱۹۶۶ | هارپر                                                              |
| ۱۹۶۶ | سه نفر روی نیمکت                                                   |
| ۱۹۶۹ | راهب (فیلم تلویزیونی)                                              |
| ۱۹۷۰ | ویرجینیایی (سریال تلویزیونی؛ قسمت: Jenny)                          |
| ۱۹۷۵ | ستوان کلمبو (سریال تلویزیونی؛ قسمت: Forgotten Lady)                |
| ۱۹۸۰ | مه                                                                 |
| ۱۹۸۹ | منطقه نیمه روشن (سریال تلویزونی؛ قسمت: Rendezvous in a Dark Place) |
| ۱۹۹۸ | هالووین اچ۲۰: ۲۰ سال بعد                                           |
| ۲۰۰۵ | دختران بد از دره بالا (آخرین نقش‌آفرینی جنت لی)                     |